# Thunbergia fastuosa
Thunbergia fastuosa är en akantusväxtart som beskrevs av Lem.. Thunbergia fastuosa ingår i släktet thunbergior, och familjen akantusväxter. Inga underarter finns listade i Catalogue of Life.